# Annica Hedin
Annica Hedin, född 25 oktober 1969, är en svensk författare och skribent. Hon har framför allt skrivit barnböcker, men också ett flertal läroböcker för låg- och mellanstadiet.  
Hedin är uppväxt i Kvibille på halländska landsbygden.  
2018 debuterade hon som barnboksförfattare med boken "Stig", illustrerad av Per Gustavsson.
2022 tillägnades Hedin Hellsing-stipendet.

### Barnböcker
- Hej håret : om tidernas konstigaste kroppsdel, 2017 (illustratör: Fredrik Swan)
- Stig, 2018 (illustratör: Per Gustavsson)
- Dom som kallas vuxna, 2019 (illustratör: Hanna Klinthage)[3]
- Berit älskar Russin, 2019 (illustratör: Per Gustavsson)
- Det som verkar farligt, 2019 (illustratör: Hanna Klinthage)
- Berit ljuger, 2020 (illustratör: Per Gustavsson)
- Vänskap, 2021
- Berit vill inte, 2021 (illustratör: Per Gustavsson)
- Bakom affären, 2021 (illustratör: Karin Cyrén)
- Det som känns förbjudet, 2022 (illustratör: Hanna Klinthage)
- Fluff, 2023 (illustratör Erik Svetoft)
- Berits cykel, 2024 (illustratör: Per Gustavsson)

### Läroböcker
- Upptäck Sverige Geografi Grundbok, 2012
- Upptäck Sverige Geografi Arbetsbok, 2013
- Boken om SO 1-3 Grundbok, 2013
- Boken om SO 1-3 Arbetsbok, 2014
- Upptäck Europa Geografi Arbetsbok, 2014
- Upptäck Europa Geografi Grundbok, 2014
- Upptäck Jordens resurser - Människor och miljö, 2014
- Upptäck Jordens resurser - Människor och miljö Arbetsbok, 2014
- Språkstart SO, 2017
- Språkstart NO - NO för nyanlända, 2018